# Landwind X2
Landwind X2 — компактный кроссовер, производившийся в 2017—2021 годах китайской компанией Landwind.

## История
Изображения модели появились в начале 2017 года под названием Landwind E36. Дебют состоялся на Шанхайском автосалоне 2017 года.
В продажу модель поступила в июле 2017 года по ценам 63 800 — 88 800 юаней (553 000 — 737 000 руб. по курсу).
Модель продавалась до июня 2021 года, только на внутреннем рынке Китая, всего за 2018—2021 годы было продано 31 628 экземпляров.

## Описание
Модель не является оригинальной, это разновидность кроссовера Changan CS35 компании Changan, чьей дочерней компанией является Landwind, отличается немного внешне и имеет полностью другой салон, но в техническом плане — это одна и та же машина.
Привод — только передний. Двигатели — бензиновый JL478QEE объёмом 1,6 литра мощностью 125 л. с. 5-ступенчатой «механикой» или 4-ступенчатым «автоматом» или бензиновый турбомотор Shenyang-Mitsubishi 4A91T объёомом 1,5 литра мощностью 156 л. с. с «механикой».

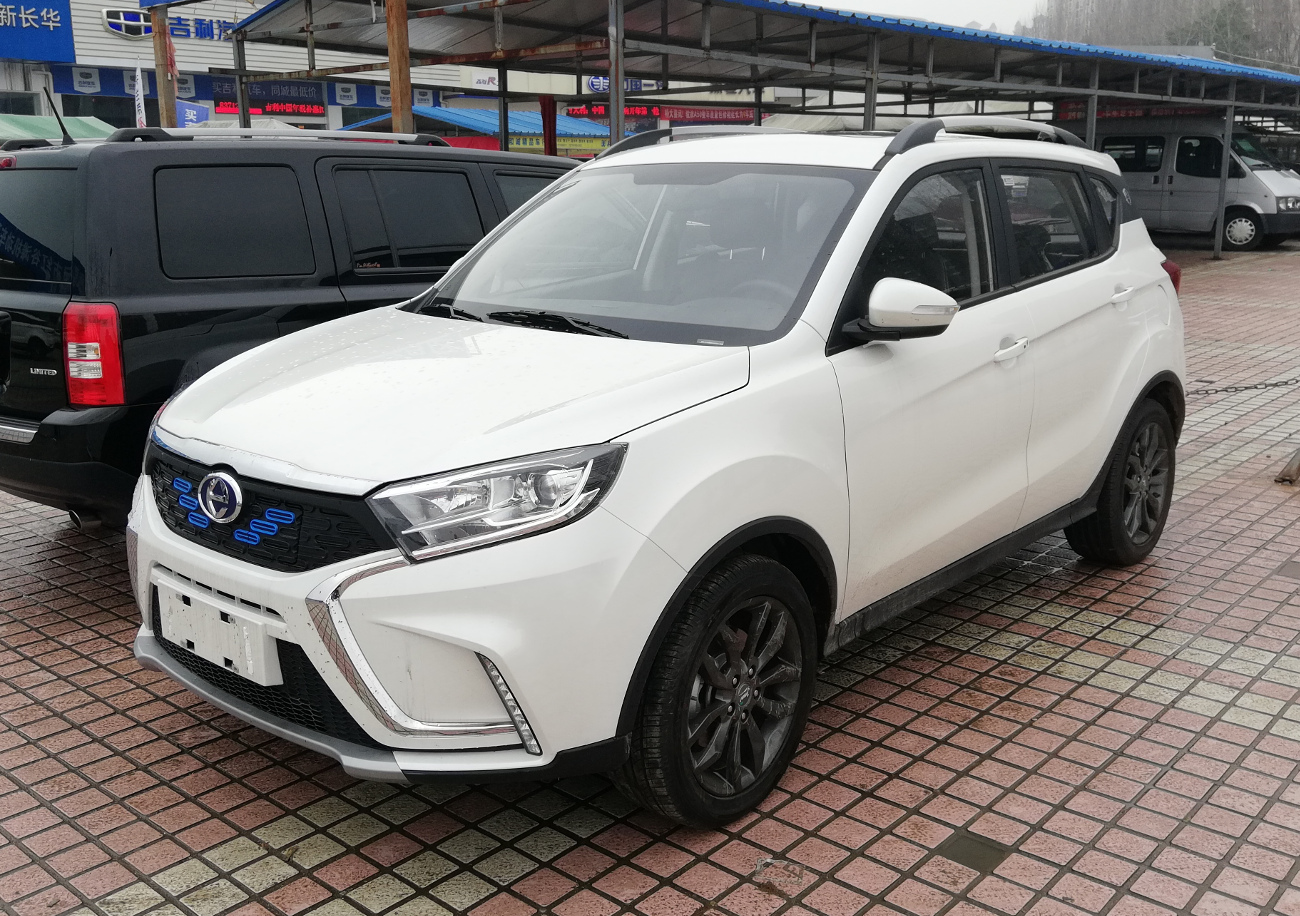
Вид спереди
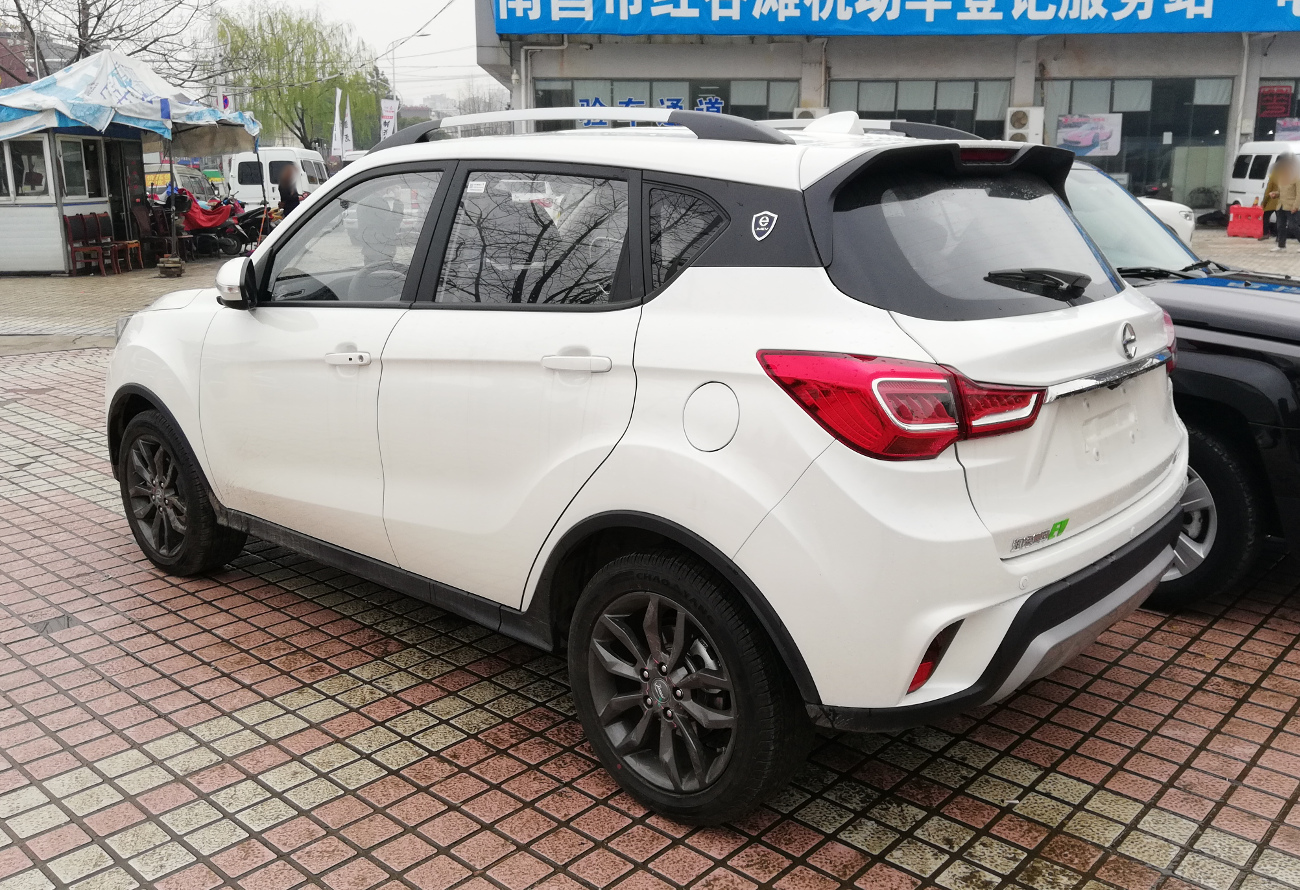
Вид сзади

## Копирование LADA XRAY
Нетрудно заметить, что передней частью модель копирует российскую модель LADA XRAY с фирменным «Икс-стилем» — при близких габаритах похожие передние фары, решётка радиатора и бампер, хотя и с вертикальными светодиодными гирляндами по краям. Представители АвтоВАЗа положительно отнеслись к такому «плагиату», расценив это как интерес к модели и признание стиля.
Китайская фирма Landwind известный «копировщик» — если «материнская» Changan не занимается плагиатом дизайна и пытается найти собственный стиль, даже привлекая итальянские дизайн-студии, то Landwind, работая только на внутренний рынок Китая, копирует, не стесняясь: в гамме есть модели, напоминающие внешне различные модели других производителей, например, модель Landwind X7 — внешне копия Range Rover Evoque, и компания Jaguar Land Rover в 2019 году через суд добилась прекращения выпуска этой «копии».
Примечательно, что хотя сама модель Landwind X2 в Россию не поставлялась, но её практически идентичный «донор» Changan CS35 не только продавался в России, но и собирался.

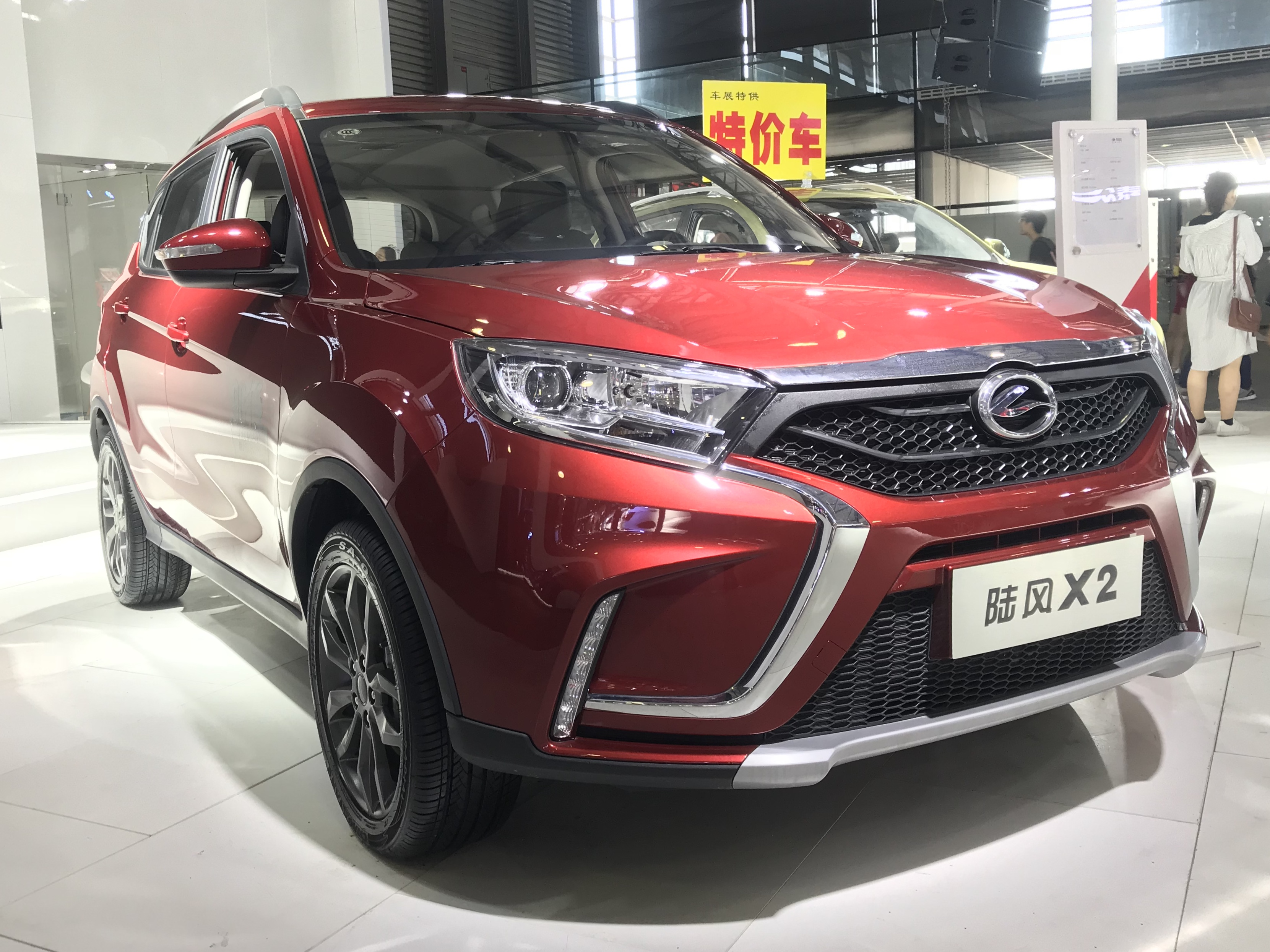
Landwind X2
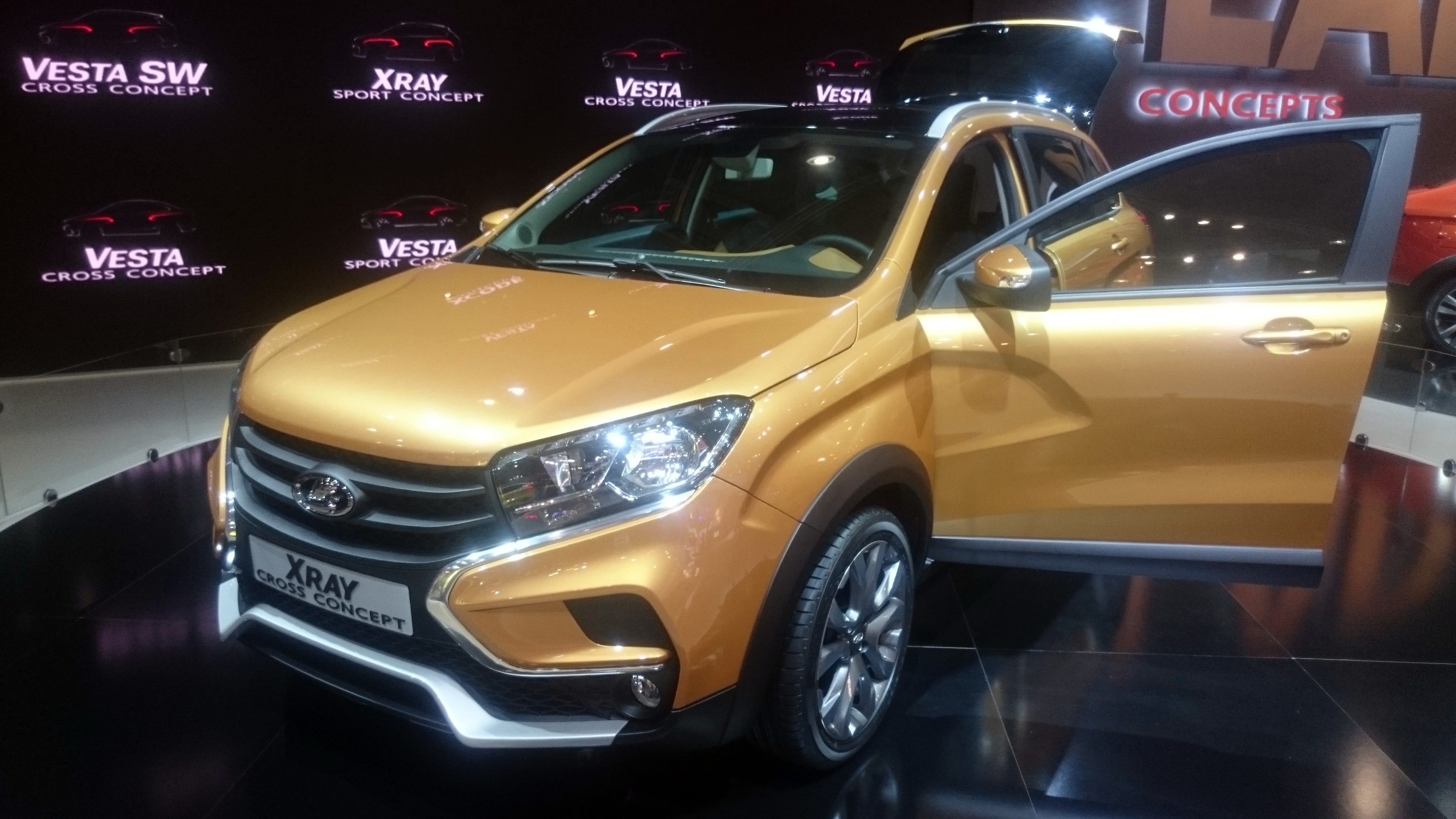
LADA XRAY

## JMEV E400 и EVeasy EX5
JMEV E400 является первым SUV компании JMEV. Он основан на Landwind X2 и имеет аккумулятор ёмкостью до 41 кВт⋅ч, который поддерживает быструю зарядку. Автомобиль имеет электродвигатель мощностью 50 кВт (67 л. с.) и крутящим моментом 200 Н⋅м с запасом хода 310 км и максимальной скоростью 100 км/ч или же электродвигатель мощностью 90 кВт (121 л. с.) и крутящим моментом 285 Н⋅м с запасом хода 252 км и максимальной скоростью 120 км/ч.

В сентябре 2019 года автомобиль был переименован в EX5 под новым суббрендом JMEV EVeasy и был оснащён аккумулятором ёмкостью 55 кВт⋅ч и синхронным двигателем с водяным охлаждением мощностью 60 кВт (80 л. с.) и крутящим моментом 220 Н⋅м с запасом хода, увеличенным до 405 км, и максимальной скоростью 100 км/ч.

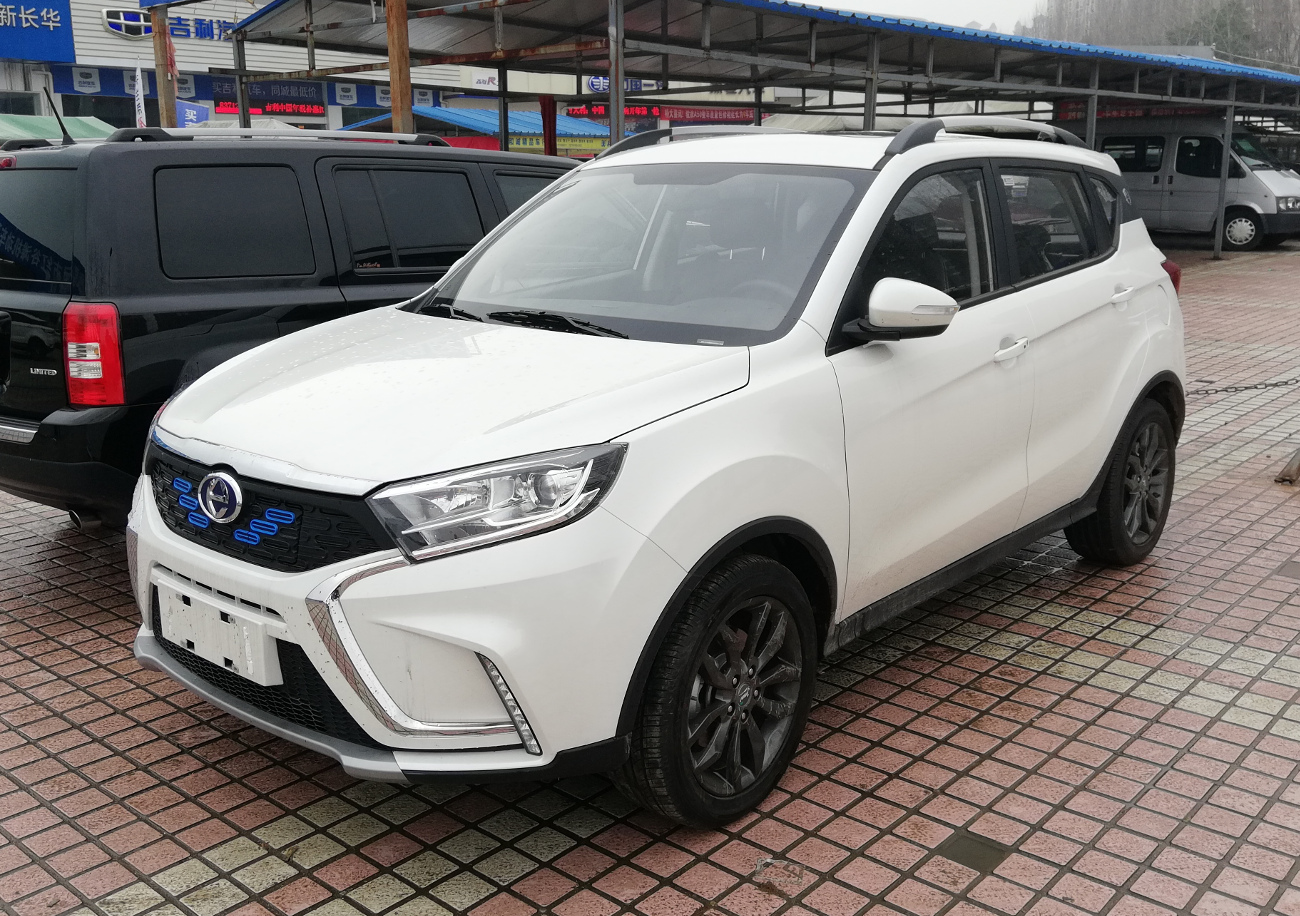
Вид спереди
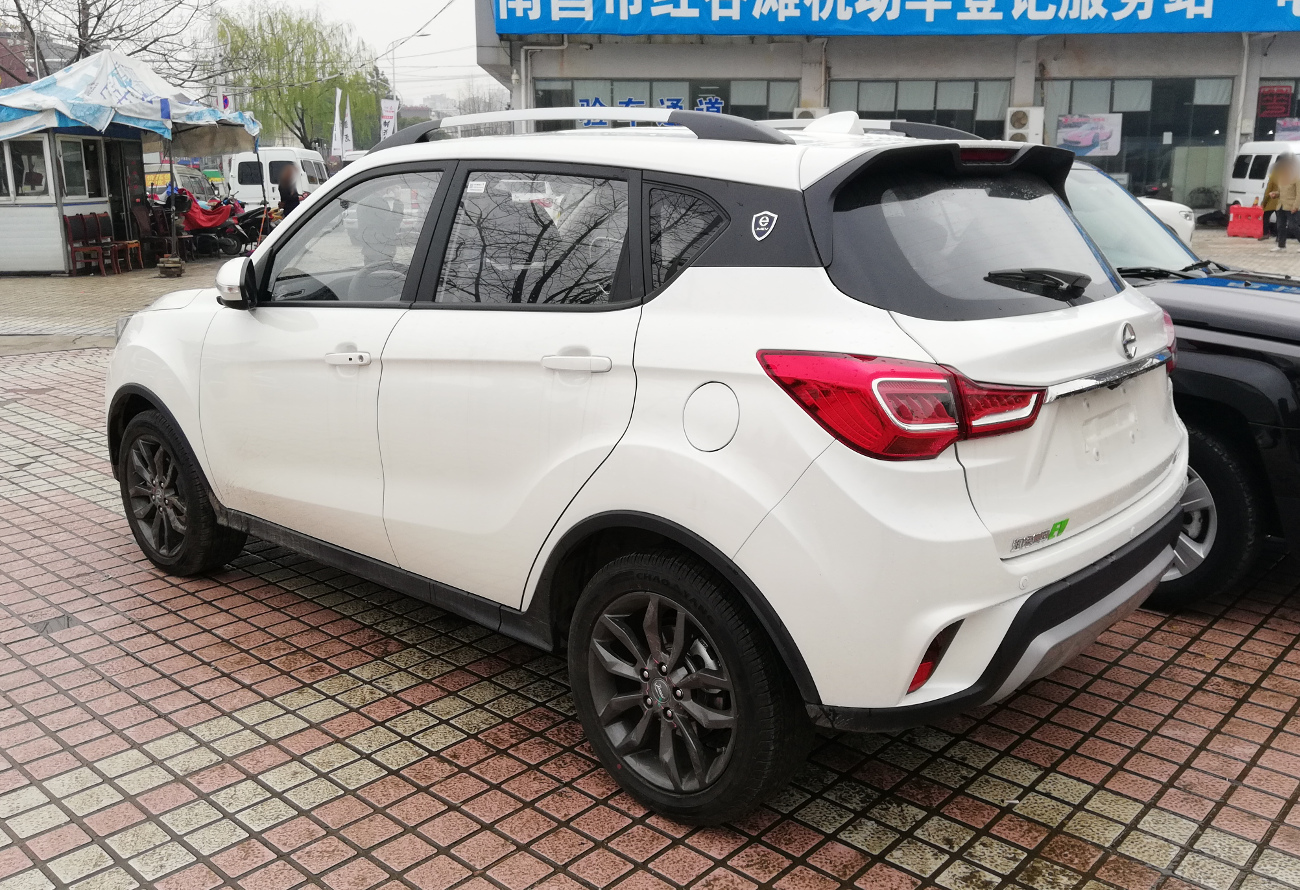
Вид сзади